# Calopsephus apicalis
Calopsephus apicalis – gatunek chrząszcza z rodziny sprężykowatych. Umieszczony został w rodzaju monotypowym, jest więc z konieczności jego gatunkiem typowym.
Owad osiąga długość 8-10 mm.
Większa część ciała owada jest koloru ciemnobrązowego. Wyłamują się tutaj żółte pokrywy skrzydeł, nie biorąc pod uwagę ciemnobrązowych dystalnych jednych trzecich. Także przedtułów jest żółty lub żółtobrązowy, zdobi go pośrodkowy brązowy pas. Porastające powłokę ciała owada grube, w miarę długie włoski nie różnią się barwą od tej powłoki.
Łódkowate czoło C. apicalis posiada szerokość równą swej długości, a w przedniej swej części jest najszersze i wypukłe. Czułki różnią się w zależności od płci: u samca są bardziej zębate, niż u samicy. U obojga składają się 11 segmentów. Ich podstawa jest węższa od oka. 2. segment ma kształt okrągły, 3. zaś jest trójkątny, nie dorównuje długością kolejnemu. Ostatni wykazuje zwężenie u koniuszka. Górna warga, półkolista, charakteryzuje się długimi setami. Żuwaczki są solidnie zbudowane, występuje penicillius. Tworzą go sety. Okolica ta dobrze się rozwinęła u tego gatunku.
W przeciwieństwie do wielu innych przedstawicieli podplemienia Dicredipiina aedagus posiada część podstawną dorównującą długością paramerom. Natomiast płat pośrodkowy znacznie je w tym względzie przewyższa. Pokrywy lekko wypukłe, nieznacznie zwężają się w kierunku koniuszków.
Na goleniach brakuje ostróg, spotykanych u wieku innych chrząszczy spokrewnionych z C apicalis.
Owad występuje w Afryce.